# Société des grands projets
La Société des grands projets est l'établissement public chargé de concevoir et construire le réseau de transport Grand Paris Express. Sa mission est différente de celles de la Métropole du Grand Paris (EPCI regroupant Paris et la petite couronne), du Forum métropolitain du Grand Paris (syndicat mixte d’études), du Grand Paris (projet visant à transformer l’agglomération parisienne en une grande métropole mondiale), de l'Atelier international du Grand Paris (groupement d'intérêt public chargé de mener une réflexion sur le Grand Paris), et de la métropole de Paris (arrondissement de l'Église constitutionnelle).
La Société des grands projets (SGP) est un établissement public à caractère industriel et commercial français.
Elle est créée sous le nom de Société du Grand Paris par la loi no 2010-597 du 3 juin 2010 relative au Grand Paris et régi par le décret no 2010-756 du 7 juillet 2010 relatif à la Société du Grand Paris. Elle est renommée Société des Grands Projets par la loi no 2023-1269 du 27 décembre 2023 relative aux services express régionaux métropolitains, agrandissant son périmètre aux autres métropoles françaises.
Pour l'essentiel, la SGP est chargée de concevoir et réaliser le Réseau de transport public du Grand Paris (RTGP) connu sous le nom de Grand Paris Express, de conduire les opérations d'aménagement ou de construction liées au RTGP, de porter son financement et d'organiser les relations entre la SGP et les autres acteurs (Île-de-France Mobilités, Régie autonome des transports parisiens (RATP), Société nationale des chemins de fer français (SNCF), élus, etc.) concernés par le projet.

Plan du réseau après la réorganisation de mars 2013.

## Histoire
Lors d’un discours tenu le 29 avril 2009, le président de la République Nicolas Sarkozy annonce un ambitieux projet de création du « Grand Paris », dont l’avant-projet de loi est préparé par Christian Blanc, alors secrétaire d’État à la Région capitale et ancien président de la RATP de 1989 à 1992. Ce projet prévoit la réalisation rapide, si possible dès 2012 ou 2013, d’un réseau de métro automatique en forme de 8, appuyée sur la ligne 14 du métro de Paris, permettant une desserte en rocade de l’agglomération francilienne. Selon Christian Blanc, les travaux devaient « démarrer à la fin du deuxième trimestre 2013 et être réalisés en moins de quinze ans ».
Le projet de loi fut adopté définitivement le 27 mai 2010 par le Sénat, par 179 voix contre 153.
La loi fut promulguée le 3 juin 2010 et est parue au Journal Officiel no 128 du 5 juin 2010 (rectificatif paru au Journal Officiel no 150 du 1er juillet 2010).
Elle devient Société des Grands Projets à la parution de la loi SERM le 28 décembre 2023 dans le Journal Officiel no 300,.

## Financement
L'article 9 de la loi relative au Grand Paris donne une liste non exhaustive des ressources de la SGP. Il s'agit notamment :
- des dotations en capital apportées par l’État ;
- des autres dotations, subventions, avances ou participations apportées par l'État et les dotations, subventions, avances, fonds de concours ou participations apportés par l'Union européenne, les collectivités territoriales et leurs groupements, les établissements publics ou toute autre entité, sous forme de terrains, d'ouvrages ou d'espèces ;
- des emprunts sur les marchés financiers (la SGP aura ainsi la capacité d’emprunter sur les marchés financiers jusqu’à sa dissolution) ;
- des participations des aménageurs et constructeurs aux coûts des gares ;
- des produits de la cession, de l'occupation, de l'usage ou de la location de ses biens mobiliers et immobiliers, dont les produits des baux commerciaux conclus dans les gares ;
- des produits des redevances domaniales dues pour l'occupation de ses biens ou ouvrages immobiliers ;
- des produits des redevances et produits pour services rendus ;
- des produits de toute autre redevance ou taxe éventuellement créée ou affectée à son profit par la loi ;
- des dons et legs ;
- de tous autres concours financiers.

La SGP dispose d'environ 500 millions d'euros de ressources fiscales en percevant une fraction de la taxe sur les surfaces de bureaux, locaux commerciaux, stockage et stationnement (TSBCS) ; taxe spéciale d'équipement (TSE) « Grand Paris », à laquelle sont assujettis les contribuables franciliens et une composante de l'imposition forfaitaire sur les entreprises de réseaux (IFER),,.

## Missions

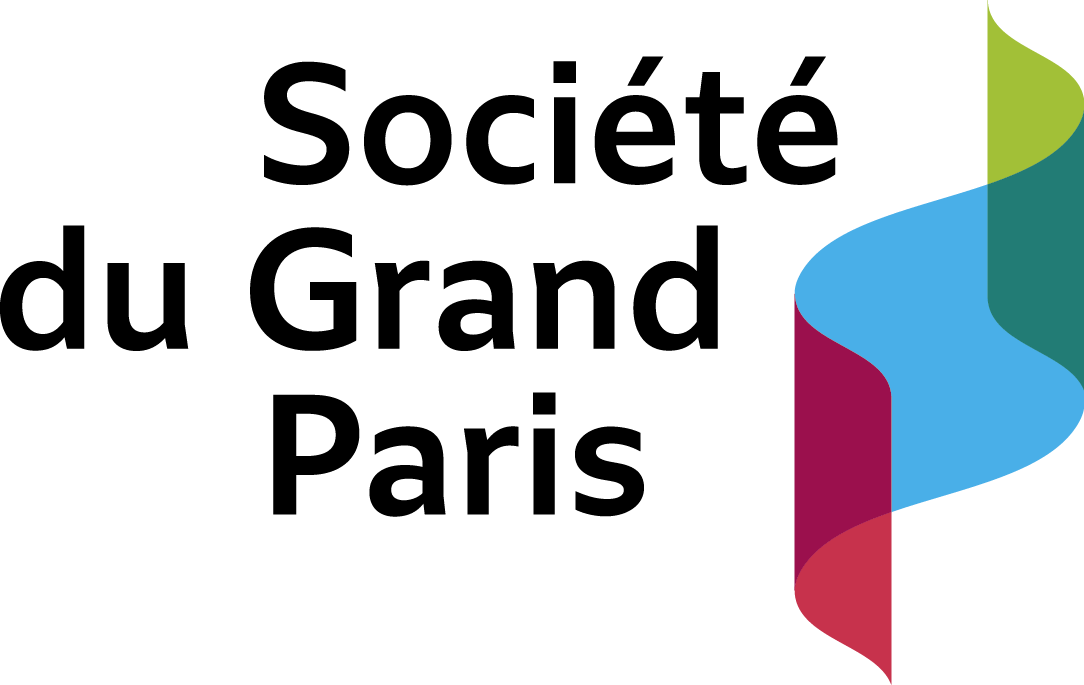
Logo de la Société du Grand Paris à sa création.

Les missions de la SGP sont énoncées à l'article 7 de la loi relative au Grand Paris.

### Mission principale (article 7-II de la loi relative au Grand Paris)
La SGP est chargée d’une mission principale qui se décline en deux étapes.
En premier lieu, la SGP est chargée de la conception et de l’élaboration du schéma d’ensemble et des projets d’infrastructures composant le RTGP.
Au titre de cette mission et en application de l’article 3 de la loi relative au Grand Paris, la SGP a organisé le débat public portant sur l'opportunité, les objectifs et les principales caractéristiques du projet de RTGP.
Conformément à l’article 3 de la loi relative au Grand Paris, à la suite du débat public et de la publication de son bilan, le conseil de surveillance de la SGP a adopté le 26 mai 2011 un acte motivé précisant le schéma d'ensemble retenu. Le schéma d’ensemble a été approuvé par le décret no 2011-1011 du 24 août 2011 portant approbation du schéma d'ensemble du réseau de transport public du Grand Paris.
En second lieu, la SGP doit assurer la réalisation du RTGP. Il s’agit de la construction des lignes, ouvrages et installations fixes ; de la construction et l'aménagement des gares, y compris d'interconnexion ; de l'acquisition des matériels roulants conçus pour parcourir ces infrastructures et de leur entretien et leur renouvellement.
À cette fin, la loi a donné le pouvoir à la SGP d’acquérir, au besoin par voie d'expropriation ou de préemption, les biens de toute nature, immobiliers et mobiliers, nécessaires à la création et à l'exploitation des infrastructures du RTGP. Elle peut bénéficier de la procédure d’expropriation d’extrême urgence prévue à l’article L. 15-9 du code de l’expropriation (articles 7-II et 5 de la loi relative au Grand Paris).
Les lignes, ouvrages et installations par elle réalisés, appartiennent à la SGP qui les confie après leur réception, à la RATP, qui en assure la gestion technique. Les matériels roulants sont transférés en pleine propriété au STIF (article 20 de la loi relative au Grand Paris).

### Autres missions (articles 7-III à 7-VII de la loi relative au Grand Paris)
La SGP assiste le préfet d'Île-de-France pour la préparation et la mise en cohérence des contrats de développement territorial (CDT) qui ont été instaurés par la loi relative au Grand Paris. Ces contrats sont conclus par le représentant de l’État dans la région avec les communes ou les établissements publics de coopération intercommunale du territoire concerné. Ils définissent les objectifs et les priorités en matière d’urbanisme, de logement, de transports, de déplacements et de lutte contre l'étalement urbain, d'équipement commercial, de développement économique, sportif et culturel, de protection des espaces naturels, agricoles et forestiers et des paysages et des ressources naturelles. Ils précisent les actions ou opérations d'aménagement ou les projets d'infrastructures nécessaires à la mise en œuvre de ces objectifs, ainsi que les conditions de leur mise en œuvre et l'échéancier prévisionnel de leur réalisation. La date limite d’ouverture de l’enquête publique qui doit avoir lieu préalablement à la signature des CDT a été reportée au 31 décembre 2013 par la loi no 2013-61 du 18 janvier 2013 relative à la mobilisation du foncier public en faveur du logement et au renforcement des obligations de production de logement social (articles 7-IV et 21 de la loi relative au Grand Paris).
De plus, la SGP peut conduire des opérations d’aménagement ou de construction. Dans ce cadre, la Société du Grand Paris exerce les compétences reconnues aux établissements publics d’aménagement (article 7-V de la loi relative au Grand Paris).
En cette matière, le projet de loi initial conférait à la SGP la possibilité de conduire des opérations d'aménagement ou de construction dans le périmètre des zones sur lesquelles il dispose d'un droit de préemption (article 7-II alinéa 2 du projet de loi initial).
Cette compétence fut vivement contestée lors des débats parlementaires.
Ainsi, Christian Favier, président (PCF) du conseil général du Val-de-Marne, dénonce alors « une attaque d’envergure contre la décentralisation », estimant que les surfaces concernées représenteraient 30 % du territoire du département, et la totalité de la surface de plusieurs communes.
Le texte fut alors modifié par un amendement du sénateur et rapporteur de la commission spéciale du Sénat sur le projet de loi, Jean-Pierre Fourcade, précisant que lorsque les opérations d’aménagement ou de construction interviennent sur le territoire des communes signataires d'un contrat de développement territorial, la SGP ne peut conduire de telles opérations que si ce contrat le prévoit. À défaut, lorsque ces opérations interviennent sur le territoire des communes non signataires d'un contrat de développement territorial, la SGP ne peut intervenir que dans rayon inférieur à 400 mètres autour des gares nouvelles du réseau de transport public du Grand Paris et après avis des communes et établissements publics de coopération intercommunale compétents concernés (Sénat, compte rendu intégral séance du 9 avril 2010, JORF 10 avril 2010 ; article 7-V de la loi relative au Grand Paris dont la rédaction est issue).
En outre, la SGP peut se voir confier par l’État, les collectivités territoriales ou leurs groupements toute mission d’intérêt général présentant un caractère complémentaire ou connexe aux missions susdéfinies (article 7-VI de la loi relative au Grand Paris).
Enfin, la SGP peut créer des filiales ou prendre des participations dans des sociétés, groupements ou organismes dont l’objet concourt à la réalisation des missions susdéfinies (article 7-VII de la loi relative au Grand Paris).
La SGP sera dissoute après épuisement de ses compétences, évènement qui interviendra non pas au moment de la mise en service de la dernière ligne du GPE mais lorsque l'ensemble des emprunts contractés pour sa construction auront été remboursés, si bien que la SGP devrait devenir à partir de 2030 une simple caisse d'amortissement de dette publique.

## Gouvernance
Dès sa version initiale, le projet de loi relatif au Grand Paris prévoyait que la maîtrise d’ouvrage du nouveau réseau de transport francilien serait assurée par un opérateur dédié,.
Il a ainsi prévu la création d’un EPIC dirigé par un directoire composé de trois personnes, contrôlé par un conseil de surveillance constitué de représentants de l’État (constituant au moins la moitié des membres du conseil de surveillance), de la région et des départements d’Île-de-France (article 8-III du projet de loi initial relatif au Grand Paris).
Le choix de cette organisation fut critiqué lors des débats parlementaires.
Ainsi, le maire de Paris, Bertrand Delanoë, refusa le texte proposé, dénonçant le fait qu’avec « la création d’une Société du Grand Paris, l’État projette de reprendre le contrôle direct de l’organisation des transports, quatre ans seulement après en avoir transféré la responsabilité à la région Île-de-France et aux autres collectivités qui forment le STIF ».
Certains élus proposaient une direction de la SGP par un directeur général et un conseil d’administration au sein duquel les collectivités territoriales seraient majoritairement représentées.
Il a également été suggéré que la SGP soit administrée par un conseil d’administration formé de trois collèges disposant chacun d’un tiers des sièges au conseil d’administration et composés respectivement de représentants de l’État, des collectivités territoriales et d’associations.
Enfin, il a été proposé que la compétence de la création du nouveau réseau de transport soit attribuée au STIF dont les organes auraient été modifiés de telle sorte que coexisteraient le conseil d’administration actuel et un autre conseil d’administration au sein duquel siègerait l’État.
Le décret no 2010-756 du 7 juillet 2010 relatif à la Société du Grand Paris définit la gouvernance de la SGP.
S’inscrivant dans le mouvement d’adaptation des entités publiques aux structures d’organisation privée, la SGP est organisée de la même manière qu’une société anonyme dans sa forme dualiste (directoire et conseil de surveillance).

### Le directoire
La Société du Grand Paris est dirigée par un directoire composé de trois membres nommés par décret (article 8 de la loi relative au Grand Paris).
Il propose au Conseil de surveillance les orientations générales de la politique de la SGP et est responsable de l’exécution des décisions du Conseil de surveillance. Il exécute le budget de la SGP après avis du Conseil de surveillance et conclut tous les contrats nécessaires au projet. Il entretient également d’étroites relations avec le représentant de l’État en Île-de-France en lui transmettant des avis sur l’action de la SGP (articles 12 à 15 du décret du 7 juillet 2010 relatif à la Société du Grand Paris).
Philippe Yvin a été nommé président du directoire par décret du 20 février 2014. Il succède à Étienne Guyot, nommé président du directoire par décret du 14 septembre 2011. Lui-même succédait à Marc Véron qui fut dans un premier temps « préfigurateur » de l'établissement public, avant d'être nommé président du directoire le 24 septembre 2010.
Les deux autres membres du directoire sont Bernard Cathelain et Frédéric Brédillot, nommés par décrets du 25 mars 2015 et du 20 avril 2017 en remplacement de Didier Bense et de Catherine Pèrenet. Le 9 mars 2021, le conseil de surveillance a approuvé le renouvellement de leur mandat pour cinq années.
En mars 2018, Thierry Dallard est retenu pour devenir président du directoire si sa nomination est confirmée par le Parlement ; jusqu'ici, il est délégué France de Meridiam Infrastructure, président de Vélopolis, chargé du vélodrome national de Saint-Quentin-en-Yvelines, président de la Société de la Rocade L2 de Marseille, autoroute urbaine traversant les quartiers nord-est de la ville, ainsi que président d'OcVia, société qui réalise la ligne ferroviaire à grande vitesse contournant Nîmes et Montpellier. Sa nomination est confirmée le 9 avril 2018.
Il est remplacé à partir du 22 mars 2021 par Jean-François Monteils, qui était auparavant président de la Chambre régionale des comptes de Nouvelle Aquitaine.
|                        | date de nomination |
| ---------------------- | ------------------ |
| Marc Véron             | 24 septembre 2010  |
| Étienne Guyot          | 14 septembre 2011  |
| Philippe Yvin          | 20 février 2014    |
| Thierry Dallard        | 9 avril 2018       |
| Jean-François Monteils | 22 mars 2021       |

### Le conseil de surveillance
Le directoire est contrôlé par un conseil de surveillance qui se réunit au moins trois fois par an, valide les orientations générales de la politique de la SGP, mise en œuvre par le directoire, contrôle ses comptes financiers, ainsi que les opérations d’aménagement et de construction qu’elle conduit.
Il est composé de 21 membres : 11 représentants de l’État nommés par décret sur proposition de différents ministres et pour une durée de 5 ans, renouvelable, le président du conseil régional d’Île-de-France, les présidents des conseils départementaux des huit départements d’Île-de-France ainsi qu’un maire d’une commune de la région Île-de-France ou un président d’établissement public de coopération intercommunale de cette région, devenu établissement public territorial (EPT) en 2016. Le Conseil de surveillance de la SGP exerce le contrôle permanent de la gestion de cet établissement public. Il reçoit ainsi un rapport du directoire tous les trimestres et peut procéder à tous les contrôles nécessaires à l’accomplissement de sa mission. En outre, sont soumises à approbation la définition des orientations générales de la politique de l’établissement, et certaines opérations du directoire, telles que les emprunts, les cautions et l’état prévisionnel du budget de l’établissement public (articles 8 et 9 du décret du 7 juillet 2010 relatif au Grand Paris).
Il est d'abord présidé par André Santini, ancien député des Hauts-de-Seine et maire UDI d'Issy-les-Moulineaux, qui est élu par les autres membres du Conseil de surveillance le 21 juillet 2010. Alors âgé de 69 ans, celui-ci a bénéficié de la dérogation à la limite d’âge de 65 ans fixée par la loi no 84-834 du 13 septembre 1984 relative à la limite d'âge dans la fonction publique et le secteur public.
Lui succède le 10 juillet 2015 le député PS Jean-Yves Le Bouillonnec, mais celui-ci démissionne en mars 2018 pour raisons de santé, ce qui conduit à des tensions pour son remplacement, les présidents de conseils départementaux souhaitant proposer l'un des leurs, Pierre Bédier,. Toutefois, l’État nomme Patrick Braouezec, président de l'Établissement public territorial Plaine Commune (EPT Plaine Commune), membre du conseil de surveillance, en remplacement de Jean-Yves Le Bouillonnec, par un décret pris le 14 juillet 2018 et décide du report de la date de l'élection du président de ce conseil, permettant ainsi son soutien par l’État. Patrick Braouezec est ainsi élu président du conseil de surveillance le 7 septembre 2018, lors d'un scrutin constituant, selon eux, une « élection mascarade » décidée par l’État,.
Les présidents des conseils départementaux publient également un communiqué où ils indiquent que « les raisons financières et techniques invoquées par l’État pour justifier [les reports] n'ont jamais été explicitées de façon claire et convaincante ni à l'opinion, ni aux élus locaux ou nationaux, ni même au conseil de surveillance de la SGP pourtant directement responsable du projet ».
Compte tenu de la fin du mandat de Patrick Braouezec, le 27 septembre 2020, l'État décide de nommer le haut-fonctionnaire Marc Papinutti, président par intérim, et Olivier Klein, maire de Clichy-sous-Bois, membre du conseil de surveillance de la SGP. Olivier Klein entrant au Gouvernement au printemps 2022, il est remplacé par le maire de Saint-Ouen-sur-Seine, Karim Bouamrane, à compter du 24 novembre 2022.
Par arrêté du 13 septembre 2022, Mme Sandrine Bernabei Chinzi, directrice générale des infrastructures, des transports et des mobilités par intérim, est nommée présidente par intérim du conseil de surveillance de la Société du Grand Paris, jusqu'à l'élection du président du conseil de surveillance de cet établissement public.

### Le comité stratégique
Un comité stratégique a été institué auprès du Conseil de surveillance.
Le comité peut être saisi de tout sujet par le Conseil de surveillance, émettre des propositions et demander que des questions soient inscrites à l’ordre du jour d’une réunion du Conseil de surveillance (article 8 de la loi relative au Grand Paris).
Le comité stratégique est composé de représentants des communes traversées par le RTGP, des Établissements publics de coopération intercommunale dont au moins une commune est traversée par le RTGP, de quatre parlementaires dont deux députés et deux sénateurs, des représentants des Chambres de commerce et d’industrie d’Île-de-France ainsi que de la Chambre régionale des Métiers et de l’Artisanat d'Île-de-France et de six membres du Conseil économique, social et environnemental régional d’Île-de-France (article 8 de la loi relative au Grand Paris et article 21 du décret du 7 juillet 2010 relatif à la Société du Grand Paris).
Il compte 182 membres sous la présidence de Nicolas Samsoen.

## Budget
Le budget monte progressivement passant de 8,5 M€ en 2010, à 35,1 M€ en 2011, 77,4 M€ en 2012, 153,6 M€ en 2013, 304,9 M€ en 2014, puis 817 M€ en 2015. Ce dernier montant se répartit entre 94 M€ en fonctionnement, 456 M€ en investissement et 268 M€ en interventions extérieures. Les interventions concernent 104 M€ pour EOLE, 29 M€ pour la ligne 11 du métro, 9 M€ pour la modernisation du RER A, 111 M€ pour la désaturation de la ligne 13 et enfin 15,6 M€ pour les réseaux existants, avec en particulier 2 M€ d’études sur l’intermodalité.
La SGP escompte des recettes de 750 millions d'euros par an, 500 millions provenant de la taxe spéciale d'équipement (TSE) et 200 millions de recettes diverses (publicité, réseau de communication, emplacements commerciaux, cession de droits à construire…). Elle doit lancer en 2017 des emprunts obligataires remboursables au plus tard 40 ans après l'achèvement du réseau.
Dans un contexte marqué par une forte croissance des coûts du projet du Grand Paris Express et une non-prise en compte des travaux d’interconnexion avec les gares existantes et l'aménagement des nouvelles gares, Gilles Carrez, député du Val-de-Marne, préconise dans un rapport remis au gouvernement en septembre 2018 d'augmenter les ressources de la SGP de 250 millions d'euros pars an, notamment par,, :
- une hausse de 150 M€ de la taxe sur les bureaux, qui a rapporté 351 M€ à la Société du Grand Paris en 2017, en majorant de 10 % la taxe des bureaux situés en zone 1 (Paris et les Hauts-de-Seine), et également en majorant le taux minoré applicable aux communes pauvres ;
- l'indexation sur l'inflation de la taxe spéciale d’équipement[51], collectée avec la taxe d'habitation et les taxes foncières des contribuables franciliens[52] ;
- une majoration de 30 % de la taxe de séjour, en ciblant prioritairement les meublés touristiques (Airbnb…) et les hôtels de luxe.

Le rapport Carrez préconise également « la mise en place d'un péage urbain, au niveau de l'agglomération parisienne ou sur une base régionale plus large », qui pourrait voir le jour « à moyen terme, lorsque les lignes du Grand Paris Express seront mises en service (entre 2024 et 2030) ».
En 2020, le budget de la SGP est de 4,2 milliards d’euros. 
En 2023, le budget de la SGP doit être de 5,3 milliards d’euros, avec des recettes estimées d’1,1 milliard d’euros en fonds propres, le reste étant de l’emprunt.

## Impact du projet
D’un coût initialement évalué à 24,7 milliards d’euros, le Grand Paris Express devrait permettre la construction de 15 000 logements par an et devrait selon Philippe Yvin, alors président du directoire de la SGP, générer à terme plus de quatre milliards d’euros supplémentaires de produit intérieur brut (PIB) par an et entraîner la création d'au moins 115 000 emplois par an pendant 20 ans.